# Isopterygium strictirameum
Isopterygium strictirameum är en bladmossart som beskrevs av Hugh Neville Dixon 1933. Isopterygium strictirameum ingår i släktet Isopterygium och familjen Hypnaceae. Inga underarter finns listade i Catalogue of Life.